# Rotonde décagonale gyroallongée
En géométrie, la rotonde décagonale gyroallongée est un des solides de Johnson (J25). Comme son nom l'indique, il peut être construit en gyroallongeant une rotonde décagonale (J6), c'est-à-dire en attachant un antiprisme décagonal à sa base. Il peut être vu comme une birotonde décagonale gyroallongée (J48) dont on a enlevé une rotonde décagonale.
Les 92 solides de Johnson ont été nommés et décrits par Norman Johnson en 1966.